# 24 Samodzielna Brygada Zmechanizowana (Ukraina)
24 Samodzielna Brygada Zmechanizowana im. Króla Daniela (ukr. 24-та окрема механізована бригада імені короля Данила (24 ОМБр)) – związek taktyczny Sił Zbrojnych Ukrainy, wywodzący się z Sił Zbrojnych ZSRR, a dokładniej z 24 Żelaznej Dywizji Zmechanizowanej (ros. 24-я мотострелковая Самаро-Ульяновская, Бердичевская ордена Октябрьской Революции трижды Краснознамённая орденов Суворова и Богдана Хмельницкого Железная дивизия, ukr. 24 механізована Самаро-Ульянівська Бердичівська Залізна ордена Жовтневої Революції тричі Червонопрапорна орденів Суворова і Богдана Хмельницького дивізія імені князя Данила Галицького).
Od początku rosyjskiej agresji w 2014 roku część brygady była zaangażowana w wiele obszarów działań wojennych na wschodzie. Latem 2014 roku bojownicy brygady brali udział w walkach o Krasny Łyman, Lisiczańsk, brali udział w operacji blokowania granicy rosyjskiej na odcinku D. Blokując granicę, 11 lipca 2014 r. brygada poniosła straty podczas Rosyjski atak rakietowy w pobliżu Zelenopillya. W sektorze A oddziały brygady walczyły w Georgijiwce i Lutuhyne, Nowoswitliwce i Chriaszczuwatach, w pobliżu lotniska Ługańska. Jesienią 2014 roku brygada brała udział w ciężkich walkach w pobliżu 32. punktu kontrolnego.

## Historia
10 lipca 1945 roku rozformowano 24 Dywizję Strzelecką. Jej numer i tradycje przekazano 294 Dywizji Strzeleckiej, którą w 1957 roku przemianowano na 24 Dywizję Zmechanizowaną. Dywizja wchodziła w skład Przykarpackiego Okręgu Wojskowego i stacjonowała w Jaworowie w obwodzie lwowskim. W 1978 roku odznaczono ją Orderem Rewolucji Październikowej.  Po rozpadzie ZSRR dywizja znalazła się w składzie Sił Zbrojnych Ukrainy. W 2001 roku nadano jej patrona – Księcia Daniela Halickiego, a w 2003 roku przeformowano w 24 Żelazną Brygadę Zmechanizowaną. Od 2014 roku brygada bierze udział w działaniach zbrojnych w Donbasie. W 2015 roku decyzją prezydenta Ukrainy Petro Poroszenki brygada została pozbawiona nazwy wyróżniającej "Samarsko-Uljanowska" oraz orderów. W 2017 roku, na mocy kolejnej decyzji prezydenta Ukrainy brygadę przemianowano na 24 Brygadę Zmechanizowaną im. Króla Daniela.

## Struktura organizacyjna (do 2003)
- Dowództwo i sztab
- 181 Znamienski pułk czołgów
- 7 pułk zmechanizowany
- 310 pułk zmechanizowany
- 274 Przykarpacki pułk zmechanizowany
- 849 pułk artylerii samobieżnej
- 257 gwardyjski pułk rakiet plot.
- 509 samodzielny dywizjon ppanc.
- 29 samodzielny batalion rozpoznawczy
- 56 samodzielny batalion łączności
- 306 samodzielny batalion saperów
- 30 samodzielny batalion chemiczny
- 396 samodzielny batalion zabezpieczenia materiałowego
- 86 samodzielny batalion remontowy
- 66 samodzielny batalion medyczny[5].

## Struktura organizacyjna (obecnie)
- Dowództwo i sztab
- 1 batalion zmechanizowany
- 2 batalion zmechanizowany
- 3 batalion zmechanizowany
- batalion czołgów
- brygadowa grupa artylerii:
  - 2 dywizjony artylerii samobieżnej
  - dywizjon artylerii rakietowej
  - dywizjon artylerii przeciwpancernej
- kompania strzelców wyborowych
- kompania rozpoznawcza
- węzeł łączności
- kompania walki radioelektronicznej
- kompania radiolokacyjna
- grupa zabezpieczenia inżynieryjnego
- kompania chemiczna
- kompania medyczna
- pluton komendancki

## Dowódcy
- gen. mjr Fiodor Prochorow (1945–1950)
- gen. mjr Michaił Biełoskurskij (1950–1954)
- gen. mjr Aleksandr Kozmin (1954–1957)
- gen. mjr Nikołaj Zawianow (1958–1960)
- gen. mjr Stiepan Samarkin (1960–1965)
- gen. mjr Grigorij Jaszkin (1965–1969)
- gen. mjr Michaił Buksztynowicz (1969–1973)
- gen. mjr Konstantin Koczetow (1973–1975)
- gen. mjr Igor Rodionow (1975–1978)
- gen. mjr Aleksiej Rodionow (1978–1981)
- gen. mjr Anatolij Lipanow (1981–1984)
- gen. mjr Aleksandr Baranow (1984–1987)
- gen. mjr Nikołaj Łyskin (1987–1991)
- płk Siergiej Czetwierow (1991–1993)
- gen. mjr Mykoła Petruk (1993–1996)
- płk Wasyl Maliuch (1996)
- gen. mjr Mychajło Kucyn (1996−1999)
- płk Wołodymyr Kysiłow (1999–2001)
- gen. mjr Ihor Ostapenko (2002−2006)
- ppłk Lendar Charachalil (2006–2008)
- płk Wołodymyr Trunowśkyj (2008 – 2010)
- płk Ołeksandr Pawliuk (2010–2015)
- płk Anatolij Szewczenko (2015–2017)
- ppłk Walerij Hudź (2017–2020)[potrzebny przypis]
- płk Serhij Postupalśkyj (2020-)